# Morimonella
Morimonella is een kevergeslacht uit de familie van de boktorren (Cerambycidae). De wetenschappelijke naam van het geslacht werd voor het eerst geldig gepubliceerd in 1979 door Podaný.

## Soorten
Morimonella is monotypisch en omvat slechts de volgende soort:
- Morimonella bednariki Podaný, 1979